# GIRL IN THE BOX〜22時までの君は…
「GIRL IN THE BOX〜22時までの君は…」（ガール・イン・ザ・ボックス 22じまでのきみは）は、1984年10月5日に発売された角松敏生通算5作目のシングル。および、1984年11月21日に発売された通算2作目の12インチ・シングル。

## RAS-528

### 解説
<GIRL IN THE BOX>はシングルのみでリリースされ、オリジナル・アルバムには未収録。後にベスト・アルバム『1981-1987』に収録された。角松にとって新たな扉を開いたニューヨークでの初レコーディング作品。ニューヨークとの出会いがなければ、その後の自分はなかっただろうとし、1984年から1988年までの4年間はまさに、ニューヨークに明け暮れたという。この曲は角松にとって自身の作品中もっとも思い出深く、そして好きな曲として、その後もライブで長らく演奏され続けている。2012年には初のリメイク・ベスト・アルバム『REBIRTH 1 〜re-make best〜』にリテイク・ヴァージョンで収録された。
<GET DOWN>は角松にとって初のカヴァー作品。実は大好きだったというギルバート・オサリバン（GILBERT O'SULLIVAN）のヒット曲をニューヨークのダンス系ミュージシャンに演奏させてみたいという発想は、若々しくも意外に的を射ていたという。この曲もオリジナル・アルバム未収録曲だったため長らく入手困難な状態が続いたが、ベスト・アルバム『1981-1987』に収録、CD化された。

### 収録曲

#### SIDE A
1. GIRL IN THE BOX〜22時までの君は…
角松敏生 作詞 · 作曲 · 編曲

#### SIDE B
1. GET DOWN
GILBERT O'SULLIVAN 作詞 · 作曲、角松敏生 編曲

### ミュージシャン

#### GIRL IN THE BOX〜22時までの君は…
- Vocal : TOSHIKI KADOMATSU
- Drums : YOGI HORTON
- Bass : TOMOHITO AOKI, TINKER BERFIELD
- Guitar : GEORGE WADENIUS
- Keyboards : YOSHIHIRO TOMONARI, RAY CHEW, JEFF BOVA
- Lyn Drums & Simons Programming : JIMMY BRAOWER
- Background Vocals : CURTIS KING, CINDY MIZELLE, RACHELE CAPPELLI

#### GET DOWN
- Vocal : TOSHIKI KADOMATSU
- Drums : YOGI HORTON
- Bass : TINKER BERFIELD
- Guitar : GEORGE WADENIUS
- Keyboards : RAY CHEW, JEFF BOVA, JIMMY BRAOWER
- Background Vocals : CURTIS KING, CINDY MIZELLE, RACHELE CAPPELLI

### クレジット
- 担当ディレクター : 岡村右

## RAL-4504

### 解説
<GIRL IN THE BOX>は同年10月5日発売の同名シングル曲の、<STEP INTO THE LIGHT>はアルバム『AFTER 5 CLASH』収録曲、それぞれのロング・ヴァージョン。両曲とも後にクラブ・ミックスをまとめたコンピレーション・アルバム『T's 12 INCHES』に収録された。角松は「もともとダンス・ミュージックをやりたかったから、ディスコでオンエアされやすいという意味で12インチ・ディスコ・ミックスを作った。ダンス・ミュージックは新しいカルチャーでもあると思うし、踊るための音楽はこれからも必要とされていくと思う。今後もこの観点から12インチはずっと作ると思う」という。

### 収録曲

#### SIDE A
1. GIRL IN THE BOX〜22時までの君は…
角松敏生 作詞 · 作曲 · 編曲

#### SIDE B
1. STEP INTO THE LIGHT
角松敏生 作曲 · 編曲

### クレジット

#### GIRL IN THE BOX〜22時までの君は…
| ENGINEER                                              |
| Michael H.Brawer                                      |
| Mario Salvati                                         |
|                                                       |
| STUDIOS                                               |
| Rhythm : Power Station St.                            |
| Dubbing : Sorcer St.                                  |
| Track Down : Media Sound St.                          |
|                                                       |
| MUSICIANS                                             |
| Drums : Yogi Horton                                   |
| E.Bass : Tinker Berfield, Tomohito Aoki               |
| E.Guitar : George Wadenius                            |
| Keyboards : Ray Chew, Yoshihiro Tomonari              |
| Synth. : Jeff Bova                                    |
| Lyn Dr. & Simmons Programming : Jimmy Bralower        |
| Chorus : Curtis King, Cindy Mizelle, Rachele Cappelli |
|                                                       |
| Recording Co-ordination : Miss Shigeko Orishige       |

#### STEP INTO THE LIGHT
| ENGINEER                                                |
| Eiji Uchinuma                                           |
|                                                         |
| STUDIO                                                  |
| Nichion Studio                                          |
|                                                         |
| MUSICIANS                                               |
| Drums : Nobuo Eguchi                                    |
| E.Guitar : Toshiki Kadomatsu                            |
| Keyboards : Ken Muramatsu                               |
| Synth. & Synth.Bass : Jun Sato                          |
| Rap : Eiji Nakahira, Noriko Miyamoto                    |
| Chorus : Toshiki Kadomatsu, Yurie Kokubu, Keiko Toh     |
|                                                         |
| Produced by Toshiki Kadomatsu                           |
| Executive Producer : Tasuku Okamura                     |
|                                                         |
| Art Direction & Design : Masayuki Yano (Vitamin Studio) |
| Illustration : Tetsuro Hoshino                          |